# Onemak
Onemak (auch: Onimaari To, Onimāku-tō, Onumak) ist eine Insel des Kwajalein-Atolls in der Ralik-Kette im ozeanischen Staat der Marshallinseln (RMI).

## Geographie
Das kleine Motu liegt im südwestlichen Saum des Atolls. Mit der Schwesterinsel Labo im Osten ist sie verwachsen. Die Onemak East Passage trennt die beiden Inseln von Burle.
Im Westen verläuft die Onemak West Passage, welche die Insel von Illeginni trennt.

## Klima
Das Klima ist tropisch heiß, wird jedoch von ständig wehenden Winden gemäßigt. Ebenso wie die anderen Orte der Kwajalein-Gruppe wird Onemak gelegentlich von Zyklonen heimgesucht.